# Haus Traar

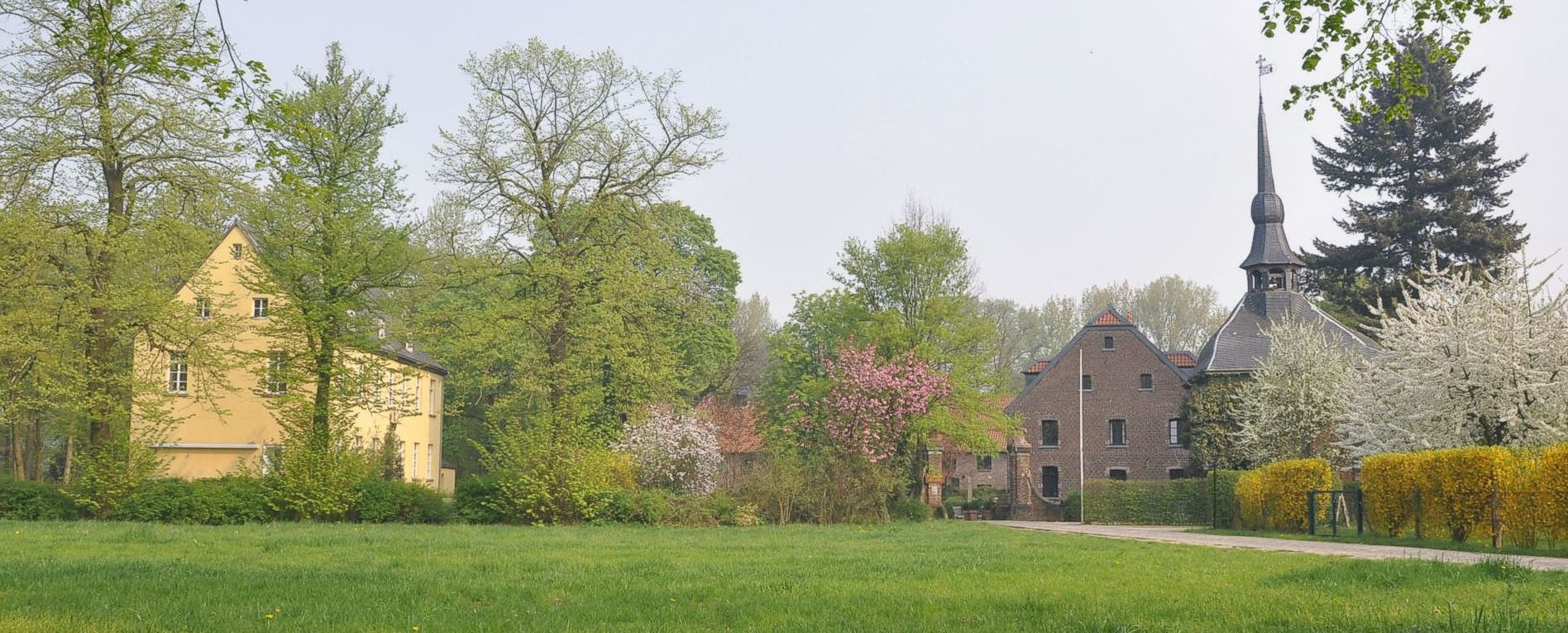
Ansicht von Süden

Haus Traar ist ein ehemaliges Rittergut in Krefeld-Traar, An der Elfrather Mühle 241. Es war der Namensgeber für den vormals selbstständigen Ort, der heute ein Stadtteil der nordrhein-westfälischen Stadt Krefeld ist. Von Adeligen Mitte des 13. Jahrhunderts als Rittergut erbaut, gelangte es bald darauf für rund 500 Jahre in den Besitz des Deutschen Ordens. Nach der Säkularisation wurde das Anwesen auch von allen nachfolgenden Besitzern durchgängig als landwirtschaftlicher Gutshof genutzt. Nach Aufgabe der landwirtschaftlichen Nutzung wurden ab 1992 sämtliche Wirtschaftsgebäude zu Wohnzwecken umgebaut.

## Geschichte

Wappen von Are und Wappen von Rode

Lagepläne Stand 1760, 1873, 1955, 1980, 2009 (rot= Wohngebäude, grau= Wirtschaftsgebäude und sonstige)

Nach Rodung und Besiedelung der Gegend und dem Bau erster Höfe im 10. Jahrhundert wurden eine Wasserburg Are und die Ritter von Are (te Are = Traar) erstmals in einer Urkunde vom 11. Juni 1255 erwähnt. Das Wappen von Are zeigte auf einem Silberschild drei Adler zwischen einem grünen Querbalken. Schon kurz nach dem Bau wurde die Burg 1274 von den Erbauern Albert von Are (ter Are = Traar) und seiner Gattin Aleidis von Rode (Rode= Rath) wegen Kinderlosigkeit an den Deutschen Orden verschenkt. Trotz mehrfacher Anfechtung der Schenkung durch Verwandte gelang nicht, den Besitz zurückzuerlangen. Erst ein abschließender 1293 beurkundeter Vergleich legte den Streit bei. Das Anwesen blieb bis zur Säkularisation 1802 im Eigentum des Deutschen Ordens. Haus Traar wurde der Ballei Koblenz eingegliedert. Später bildete es zusammen mit dem Ordenshaus in Rheinberg die Komturei Traar und Rheinberg. An die Vergangenheit als Rittergut erinnern noch die Wappen mit dem Kreuz des Deutschen Ordens am Eingangstor.

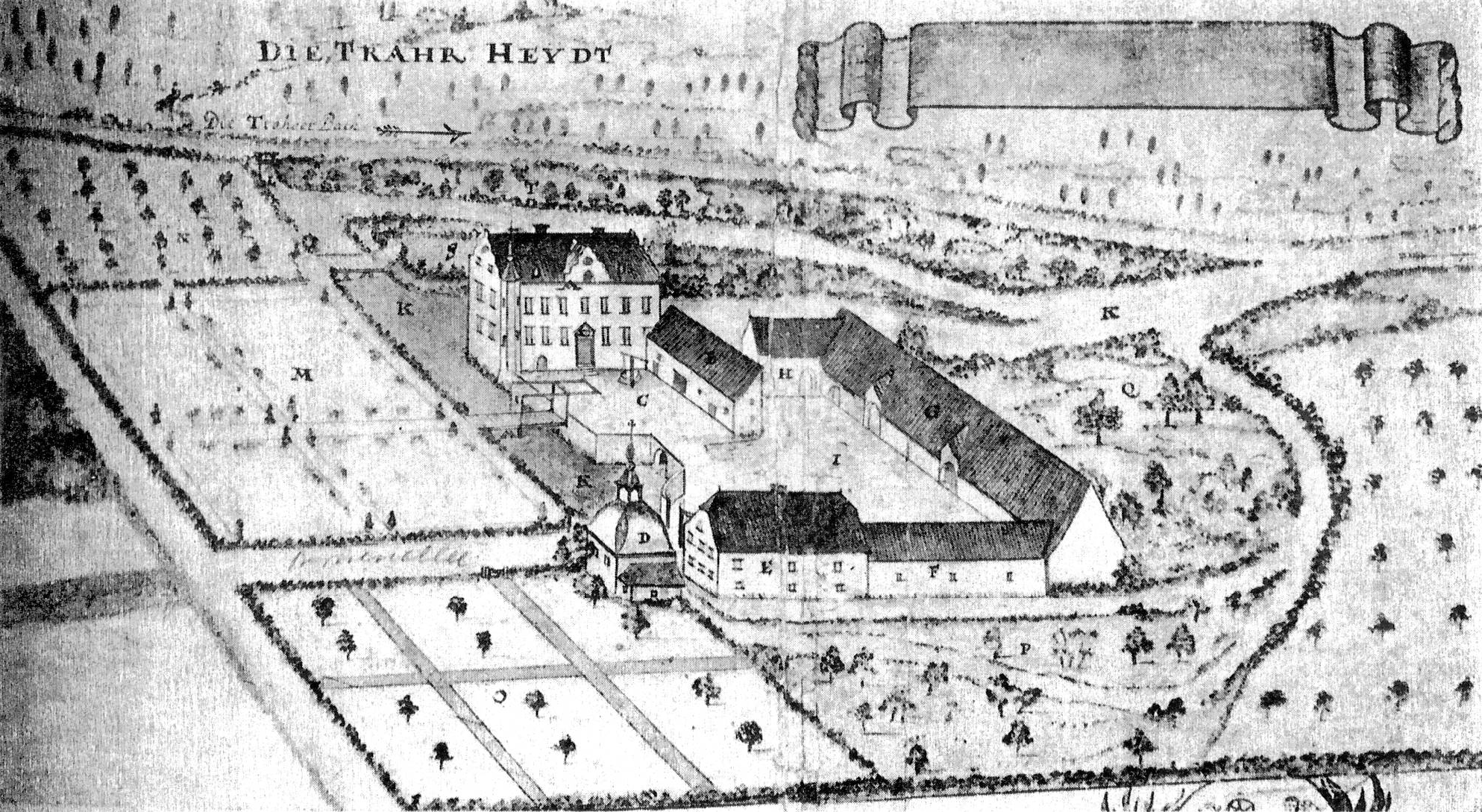
Vogelsschauansicht aus dem Jahr 1760

Durch zwei Brände, 1584 während des Truchsessischen Krieges und 1641/42 durch hessisch-weimarische Truppen, wurden alle Gebäude zerstört. Der Wiederaufbau und die weitere Verpachtung an Johann Halfmann auf Arrh begann 1647. Das Herrenhaus wurde 1664 und die Kapelle 1669 neu aufgebaut. 1715 war es zeitweise Amtssitz der Komture im Herrenhaus. Das Anwesen besaß Landtagsrecht, aber nicht die Jurisdiktion oder die Jagdgerechtigkeit.

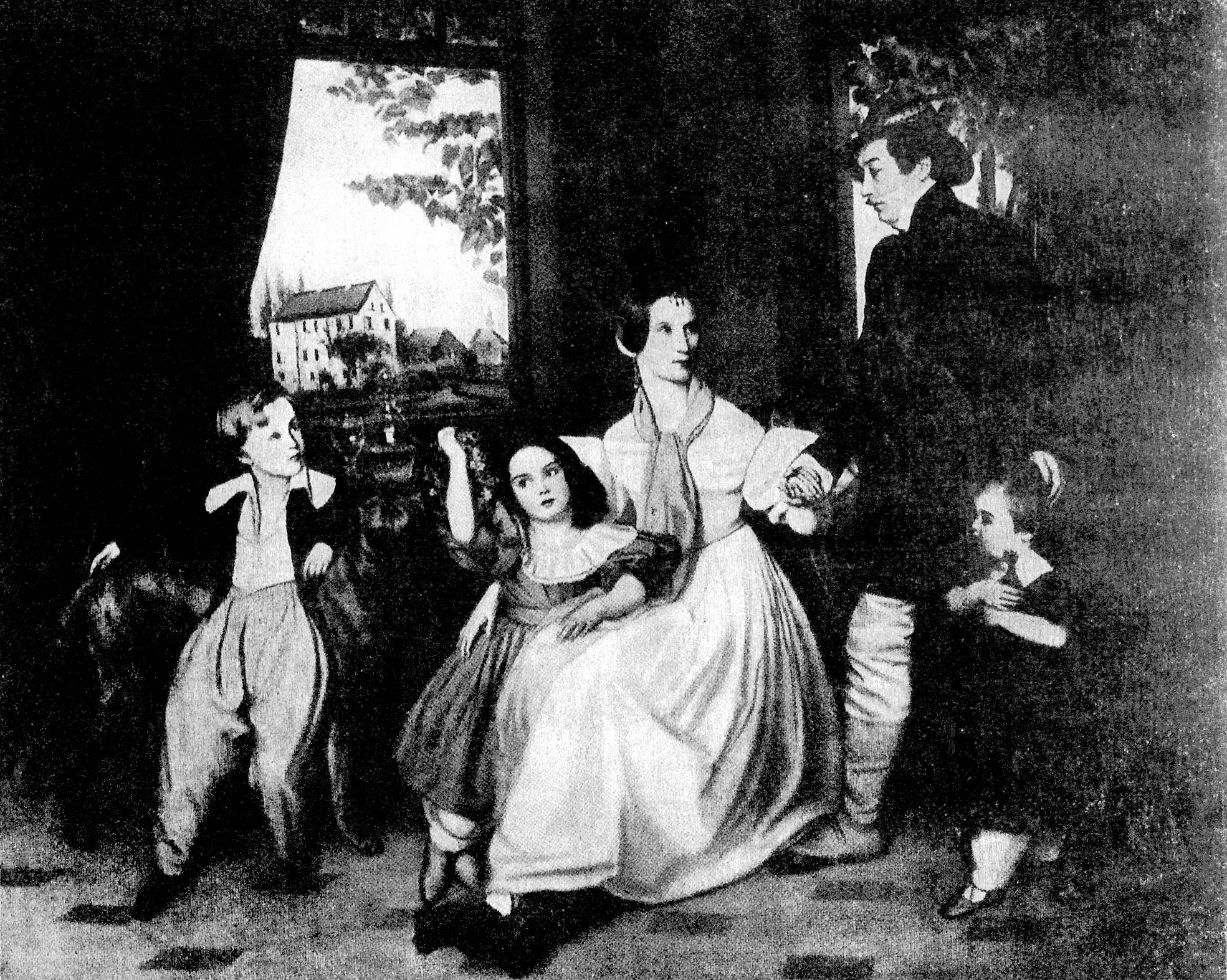
Familie Henoumont auf Haus Traar, Gemälde von Wilhelm Krafft, 1835

Nachdem die linken Rheinlande 1801 mit dem Frieden von Lunéville französisch geworden waren, ging im Zuge der Säkularisation das Rittergut in den Besitz der französischen Domänenverwaltung über; der Pächter von Haus Traar löste die jährlich an das Marienhospital in Bockum zu zahlende Rente von einem Malter Roggen durch eine an den französischen Staat abzuführende einmalige Zahlung von 450,75 Francs ab. Nach der endgültigen Enteignung des Deutschen Ordens durch die Franzosen kauften 1812 Carl Joseph Henoumont (geboren 1750 in Bissen/Luxemburg und ab 1773 Professor der Rechtswissenschaften an der Universität Düsseldorf) und seine Gattin Maria Anna von Daniels das Anwesen für 20.000 Francs. Der neue Hausherr wurde wenige Jahre nach dem Erwerb im Herrenhaus von außen durch die Fensterscheibe „meuchlings“ angeschossen und starb am 12. Juni 1816 an den Wunden. Sein gleichnamiger Neffe wurde sein Erbe († 1869). Das so genannte Gut Traar wurde ab 1816 an Familie Libbertz/Heggels verpachtet. Die Familie Henoumont errichtete 1817 die Wirtschaftsgebäude, legte die Lindenallee nebst Brücke über den Kendel an und baute 1830 das Herrenhaus in den heutigen Zustand um. Für den Bau der Traarer Pfarrkirche St. Josef im Jahre 1834 stiftete sie das Grundstück. Ab 1844 kam sie auch in den Besitz des sich in Sichtweite befindlichen Hauses Rath. Haus Traar ging dann durch Kauf an Karl Anton Schmitz 1857 und 1874 durch Erbschaft an seinen Schwiegersohn Max Winkelmann, den damaligen Bürgermeister von Lobberich, dessen Sohn Karl Winkelmann es 1895 übernahm. Von seiner Witwe Agnes, geb. Baumann, erwarb es 1928 der Krefelder Fabrikant Oskar von Beckerath, ein Nachkomme des Bankiers und Politikers Hermann von Beckerath. Als Verwalter setzte Oskar von Beckerath den Landwirt Ludwig von Holtum ein, der auf Haus Traar beachtliche Zuchterfolge erlangen konnte. Gegenüber dem Finanzamt machte der Besitzer von Beckerath regelmäßig hohe Verluste aus dem Gut Haus Traar geltend, sodass ihm 1939 Liebhaberei statt Gewinnerzielungsabsicht unterstellt wurde. 1949 führte er dann in einem Antrag auf Herabsetzung des Einheitswertes als Begründung für die schlechten landwirtschaftlichen Erträge an, dass bedingt durch den niederrheinischen Kohleabbau seit 1928 der Grundwasserstand um mehrere Meter abgesunken sei. Oskar von Beckerath bot 1950 das mittlerweile unter Denkmalschutz stehende Anwesen zum Kauf an und ließ es in einem Exposé als allerbesten Betrieb mit 200 Morgen besten Böden und erstklassigen Gebäuden beschreiben.
Peter Weber, Landwirt in Bad Godesberg, kaufte das Gut Haus Traar per Kaufvertrag vom 6. März 1951 mit Gebäuden und 49,8 ha Land zu einem Preis von 290.000 DM zuzüglich lebendes und totes Inventar. Familie Weber war zuvor gezwungen worden, kurzfristig den von Majoratsbesitzer Robert von Carstanjen gepachteten Gutshof „Plittersdorfer Aue“ wegen der bevorstehenden Errichtung der amerikanischen HICOG-Neubausiedlung zu räumen, nachdem Bonn 1949 Bundeshauptstadt geworden war. Mit den umstrittenen Entschädigungszahlungen der USA konnte Peter Weber Haus Traar kaufen. Die Brüder Friedrich Peter und Helmut Weber übernahmen 1959 von ihrem Vater die Landwirtschaft. Einschneidende Veränderungen ergaben sich 1969 aus dem Bau der heutigen Bundesautobahn 57 mitten durch die zu Haus Traar gehörenden Felder. In mehreren Instanzen wurde von den Brüdern Weber bis zum Bundesgerichtshof ein Prozess um eine gerechte Entschädigungsregelung geführt, denn ehemals große Felder wurden durch den Autobahnbau in nur noch eingeschränkt nutzbare kleine Parzellen zerteilt. Bedingt durch die veränderten Anforderungen der modernen Landwirtschaft und die Bedürfnisse der nahen Großstadt (Wohngebiete, Autobahnbau, Wasserschutzzonen, Naherholungsgebiete) wurde 1990 nach mehr als 750 Jahren die landwirtschaftliche Nutzung durch die letzten aktiven Landwirte, die Brüder Friedrich Peter und Helmut Weber aufgegeben. Bis auf das Herrenhaus und die Kapelle verkauften sie 1990 sämtliche Gebäude und Liegenschaften an die Stadt Krefeld. Anschließend wurden die Wirtschaftsgebäude an die Firma Robert Janssen KG aus Weeze veräußert und zu Eigentumswohnungen umgebaut. Im Zuge des Umbaus wurden das sogenannte Schäferhaus, die alte Schmiede, der ehemalige Kuh- und Pferdestall und die offene Großscheune, in enger Absprache mit den Denkmalschutzbehörden des Landes NRW, grundlegend saniert. Die notwendigen Stellplätze wurden hierbei voll unterirdisch ausgebildet und großflächig renaturiert. Große Teile der ehemaligen Ackerflächen wurden für eine Golfplatznutzung verpachtet. Nach zwei Generationen in Hand der Familie Weber wechselten letztmals 2009 die Besitzer des Herrenhauses, das als eines der ältesten durchgängig bewohnten Häuser in Krefeld gilt.

## Beschreibung

### Eingangstor

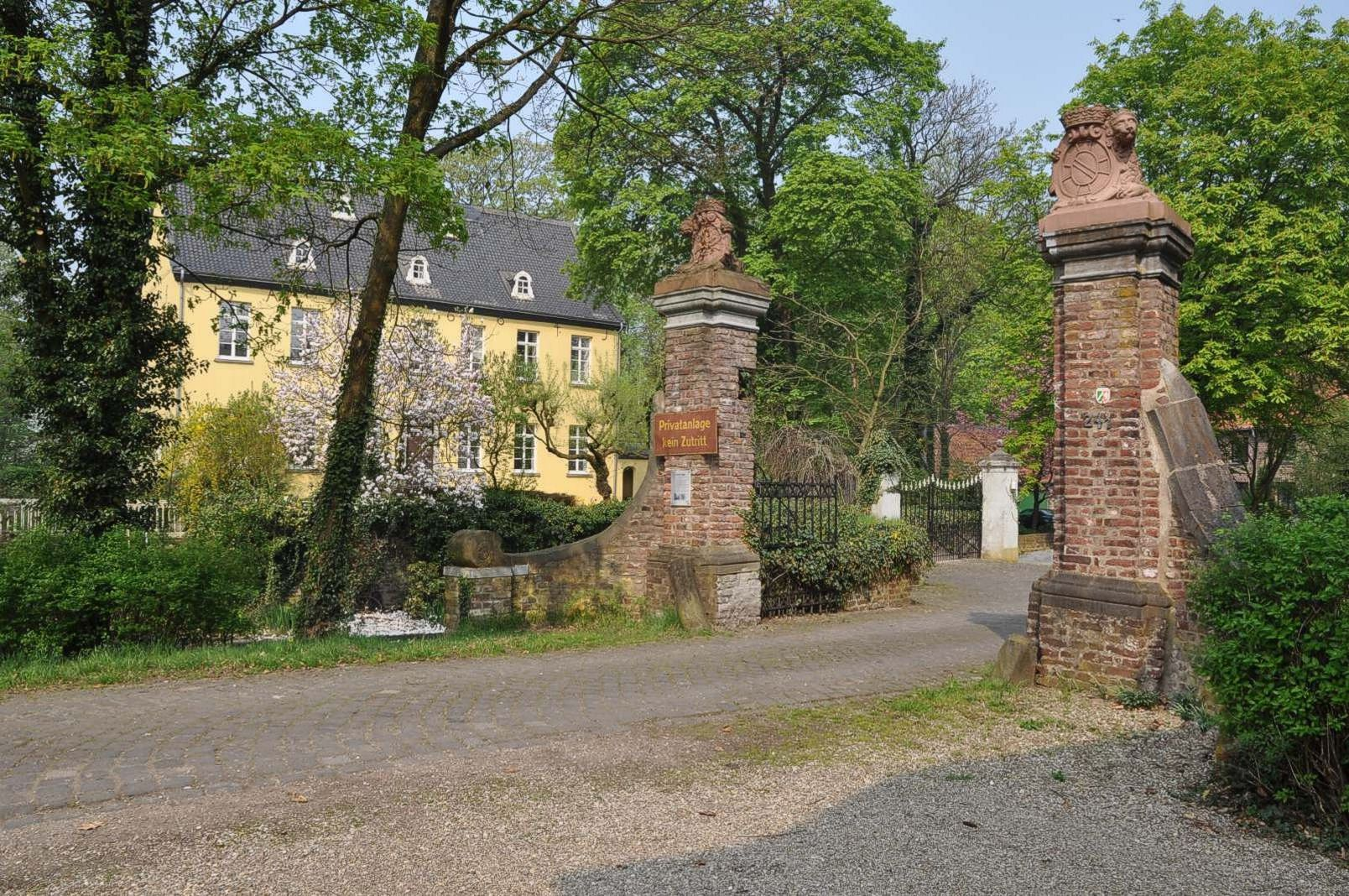
Toranlage und Herrenhaus

Ein in barocken Formen gestaltetes Portal aus der zweiten Hälfte des 17. Jahrhunderts führt in den inneren Hof. Es besteht aus zwei gemauerten, schräg abgestützten Pilasterpfosten, gekrönt von je einem Löwen als Schildhalter mit den Wappen des Deutschen Ordens auf Sandsteinkapitellen. Pfeiler und Mauern sind aus Backstein, die Schmuckstücke aus Sandstein. Die stark verwitterten Skulpturen wurden Ende der 1990er Jahre durch Repliken ersetzt.

### Herrenhaus

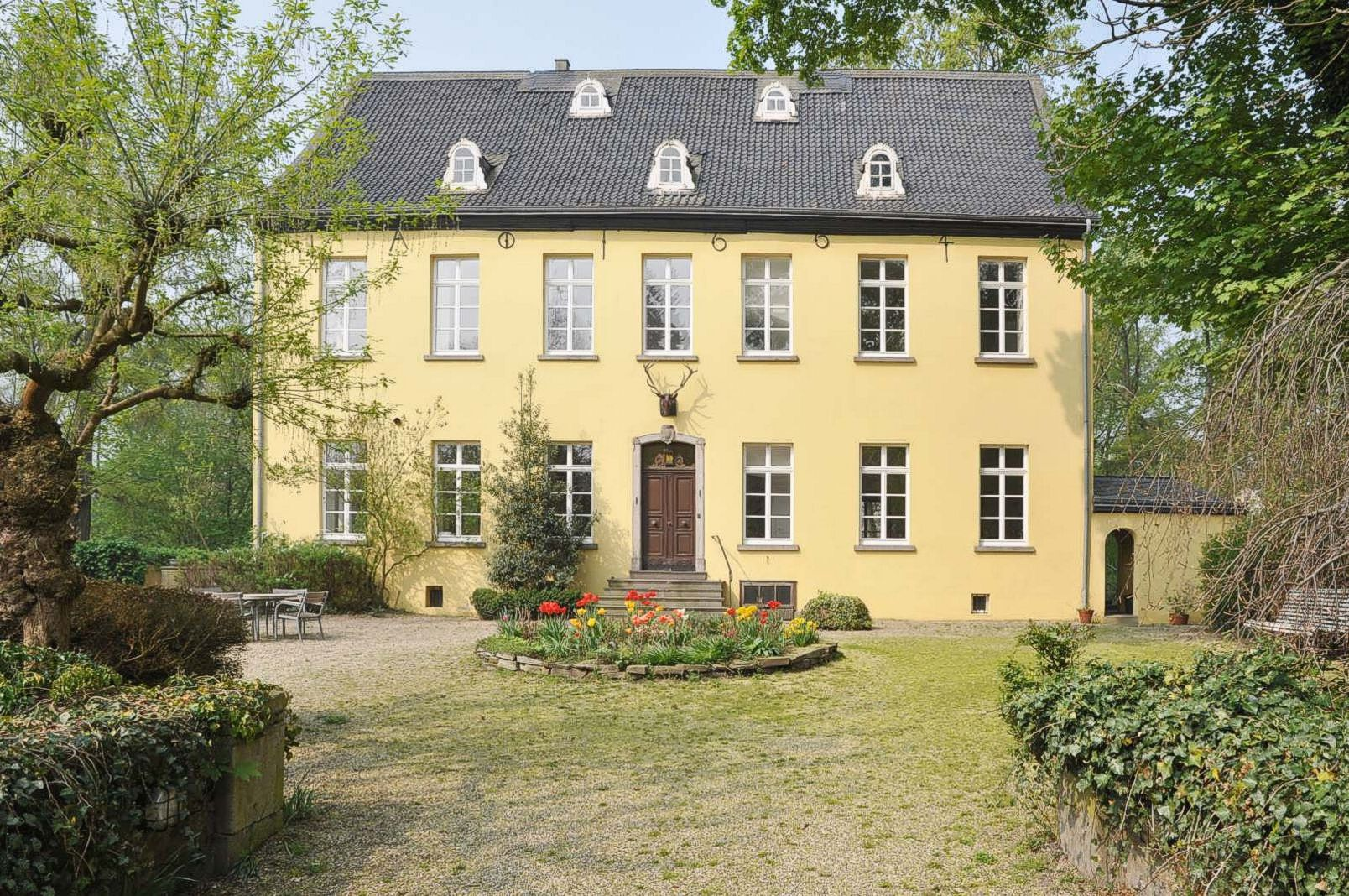
Herrenhaus

Das Herrenhaus ist ein zweistöckiges, aus verputztem Backstein errichtetes Gebäude von sieben Achsen (Länge 19,80, Breite 10,60 Meter) mit einem Satteldach über einem hölzernen Kranzgesims und einer Mitteltür. Der Neubau von 1664 hatte seitliche geschweifte Treppengiebel, einen Mittelgiebel über der Westfassade und an der nordwestlichen Ecke ein schlankes achtseitiges Türmchen. Das Baujahr ist durch die an der Hauptfassade aus Eisenankern gebildete Inschrift „ANNO 1664“ belegt. Die jetzige Gestalt geht auf einen Umbau um 1830 zurück (Veränderung von Tür, Dach, Gauben, Entfernung des Türmchens, neue Treppe innen). Bei diesen Baumaßnahmen wurde auch die hölzerne Haustür mit Oberlicht und einer Werksteinfassung mit Wappenschlussstein eingebaut. 1993 wurde das Herrenhaus von Familie Weber unter Erhaltung der historischen Bausubstanz und Ausstattung denkmalgerecht saniert und für eine zeitgemäße Nutzung umgebaut. Insbesondere durch den Einbau eines zweiten Treppenhauses wurde die Möglichkeit geschaffen, die rund 450 m² Nutzflächen in einzelne Einheiten aufteilen zu können. Bei der Sanierung konnten die Eichenholzfenster nach 160-jähriger Lebensdauer nicht mehr weiter verwendet werden und wurden durch profilierte Holzfenster in gleichen Abmessung ersetzt. Bemerkenswert ist die erhalten gebliebene Dachkonstruktion aus gedechseltem Eichenholz aus dem 17. Jahrhundert in Form eines Kehlbalkendachs mit liegendem Stuhl, die bis zu 50 cm breiten Eichenholzdielen im Erdgeschoss, die Innentreppe und die Türen aus dem Umbau Anfang des 19. Jahrhunderts.

### Halfmannshaus
An der Stelle eines strohgedeckten Fachwerkbaus wurde 1760 (Ankersplinte) ein zweigeschossiges Wohnhaus aus Backstein errichtet, mit vier zu drei Achsen und einem Krüppelwalmdach. Es wurde 1860 renoviert (Schlussstein über dem Eingang) und diente als Haus des Verwalters, auch Halfmann genannt. Die Bezeichnung Halfmann leitet sich aus der Bedingung ab, dass früher die Hälfte der Ernte als Pacht an den Herren abgegeben werden musste. Darüber hinaus mussten auch Hand- und Spanndienste geleistet werden.

### Wirtschaftsgebäude

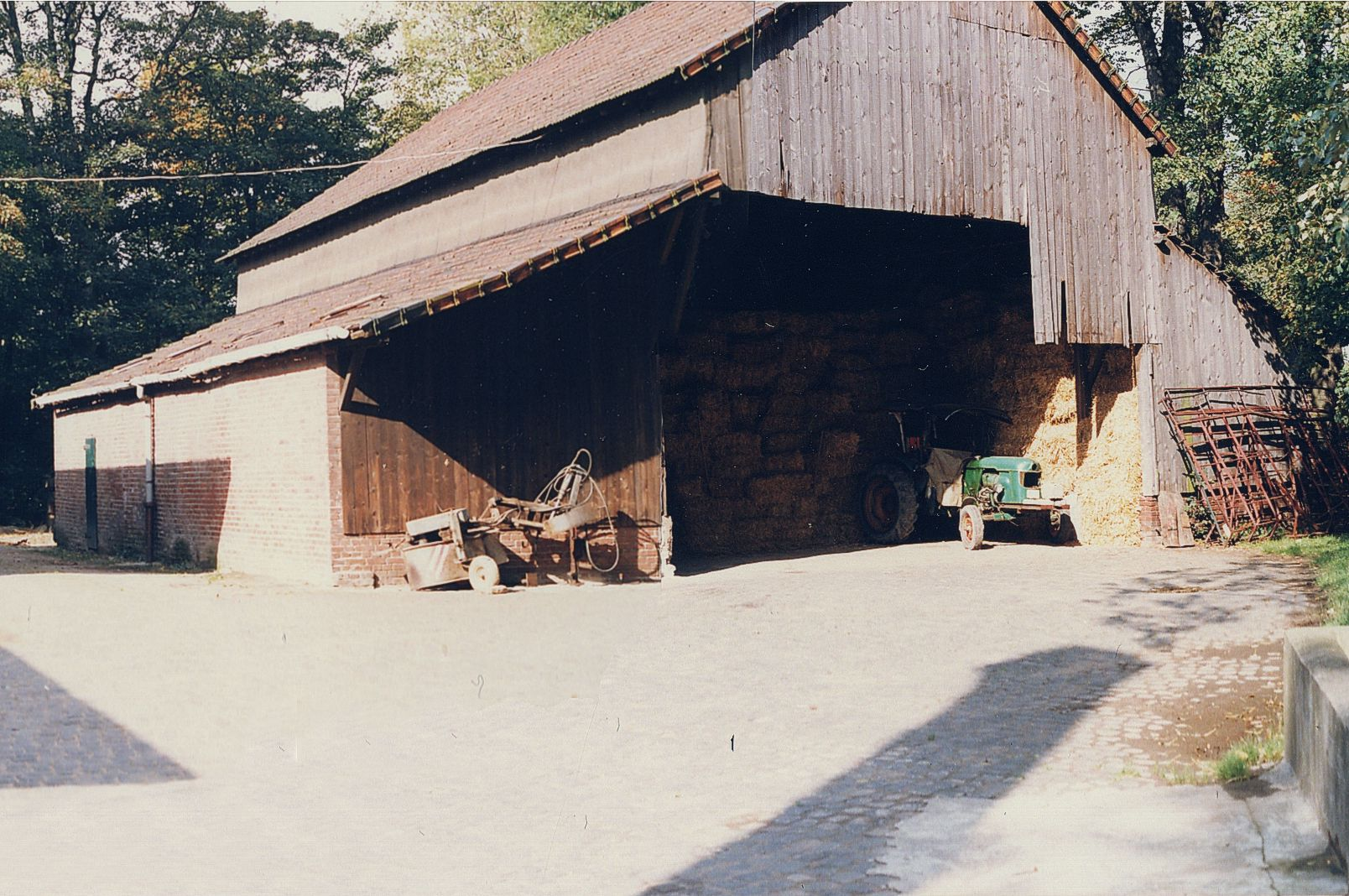
Scheune (1980)

Die Wirtschaftsgebäude mit Stallungen, Schmiede und Scheune wurden in Backstein 1817 und später errichtet. Nach der Aufgabe der landwirtschaftlichen Nutzung im Jahre 1991 wurde das Anwesen samt Ackerflächen an die Stadt Krefeld verkauft. Ein Investor baute die Wirtschaftsgebäude in denkmalschutzgeförderte Eigentumswohnungen um. Durch den notwendigen Einbau vieler Fenster, den Bau einer Tiefgarage und der Umwandlung der gepflasterten Hoffläche zu kleinteiliger Gartennutzung ist der landwirtschaftliche Charakter verloren gegangen. Auch die hölzerne Scheune mit einem ehemals beeindruckendem Dachstuhl wurde ausgemauert, mit Fenstern versehen und zu einem Mehrfamilienwohnhaus umgebaut. Auf den zum Gut gehörenden Ackerflächen wurde Mitte der 1990er Jahre der Golfplatz Elfrather Mühle errichtet und auf den ehemaligen Obstwiesen eine jetzt von der Kette Novotel betriebene Hotelanlage gebaut. Das Hotel ist der Nachfolgebau einer Reitanlage, die Ende der 1970er Jahre vom damaligen Gutsbesitzer von Beckerath errichtet und betrieben wurde. Ein weiteres Gebäude wurde 1965 auf der Anlage im westlichen Teil an Stelle der ehemaligen Gewächshäuser im Stil der Zeit als freistehendes Einfamilienwohnhaus gebaut.

### Kapelle

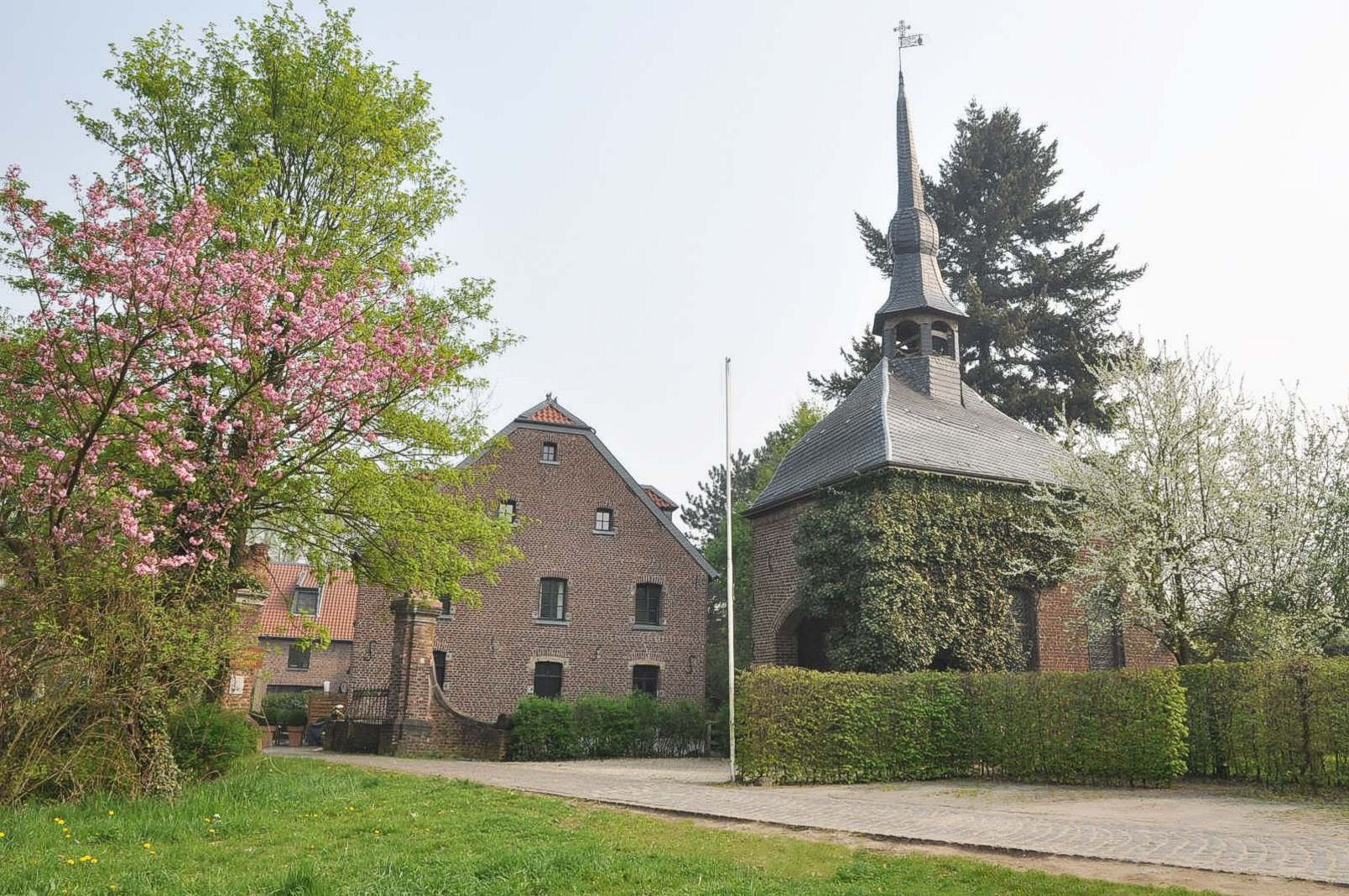
Kapelle und Halfmannshaus

Die Kapelle ist ein einschiffiger Backsteinbau von 1669 mit einem längsrechteckigen Saal von 6,40 × 4,75 Metern und einem polygonalen, halbhohen und nachträglich angefügten Sakristeianbau. Das Dach besteht aus einem geschwungenen, schiefergedeckten Walmdach mit einem sechsseitigen Dachreiter mit geschweifter Spitzhaube. Das Innere ist flachgedeckt. Die Längsseiten sind von zweimal zwei Stichbogenfenstern mit einer alten Verglasung durchbrochen. Eine breite Rundbogenöffnung im Westen führt in die schmale, über die gesamte Kapellenbreite ausgedehnte Vorhalle. Diese wurde offensichtlich später eingebaut, denn die Fußbodenplatten gehen unter der schmalen Innenmauer hindurch, der innere Balken liegt nicht frei im Raum und die Türöffnung ist von ungewöhnlicher Form. Ein hölzerner Deckenbalken in der gesamten Breite des Gebäudes hat eine Inschrift, die schon einige Historiker in die Irre geführt hat:
ANNO 1256 HAT CONRAD ERTZBISCHOF ZU COLLEN CONFIRMIRT CUM OMNI IURE DEN TRANSPORT DER CAPPELLEN ZU ARE AN DEN
RITTERLICHEN DEUTSCHEN ORDEN VON DEN ADELLICHEN BESITZEREN CASTRI IN ARE UND FAMILIEN DE ARE, WELCHE
ANNO 1584 IST ABGEBRAND UND ANNO 1669 VON DEM RITTER HERREN UND COMMENTHEUREN FRANSZT GOTTFRIEDEN VON BUDLENBERCH
GENANT SCHIRP ZU LUNTENBECK WIEDER AUF VORIGE PLATZ ERBAUET ZU GOTTES UND ALLER HEILIGEN EHREN.

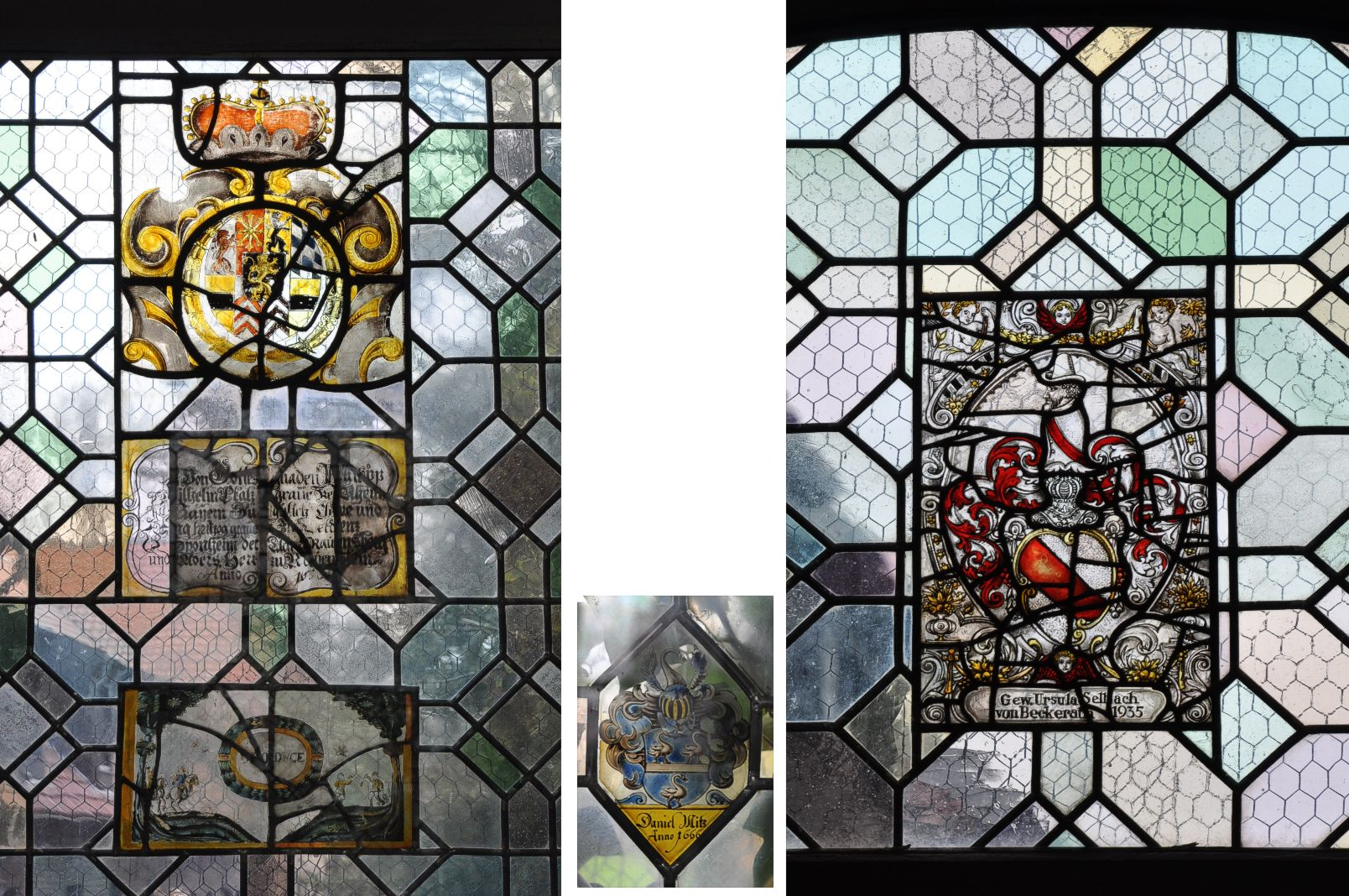
Kapellenfenster

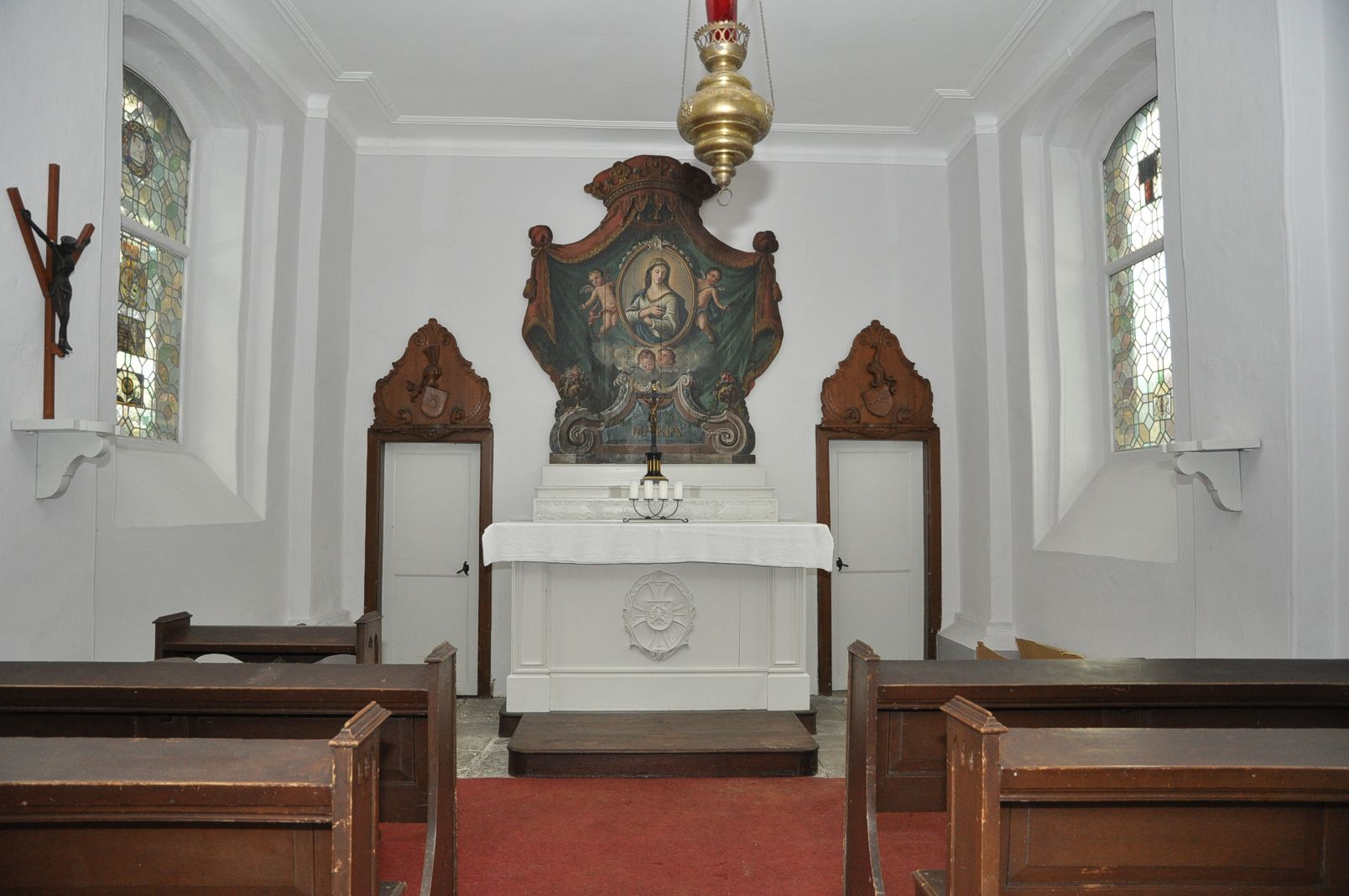
Altar und Öllampe

Zur Zeit des Wiederaufbaus im 17. Jahrhundert hatte man eine Akte aus dem Jahre 1256 in Besitz, die die Übergabe des Patronats der Kapelle zu Are an den Deutschen Orden beurkundete. In der Meinung, es handele sich um das niederrheinische Traar, erwähnte man dies in der Inschrift. Die Urkunde bezog sich jedoch auf Burg Are bei Altenahr, so dass der erste Teil der Inschrift nicht zutrifft.
Die Glasfenster bestehen aus in Blei gefassten bemalten Scheiben bzw. Scheibenfolgen mit Wappen und Sprüchen der jeweiligen Besitzer. Eine Inschrift lautet beispielsweise:
JOHANN CASPAR VON GOTTES GNADEN ADMINISTRATOR DES HOCHMEISTERTHUMBS IN PREUSSEN, MEISTER TEUTSCHEN ORDENS IN TEUTSCH UND WELSCHEN LANDEN, HERR ZUE FREUDENTHAL UND EULENBERG. ANNO 1670.
Im Zuge der neuen Dacheindeckung und der Beseitigung des Efeus an der Südfassade wurden in den 1980er Jahren die historischen Fenster vollflächig mit Sicherheitsglas geschützt und stabilisiert.
Das Altarbild ist ein Gemälde auf Holz (Höhe 2,25, Breite 1,90 Meter) aus dem 18. Jahrhundert und zeigt ein von Putten getragenes Madonnenmedaillon vor baldachinartigem Stoffbehang. Die Öllampe aus Messing (Höhe 46 cm) ist mit BAERLO 1716 signiert.

### Wassergraben, Garten- und Parkanlage

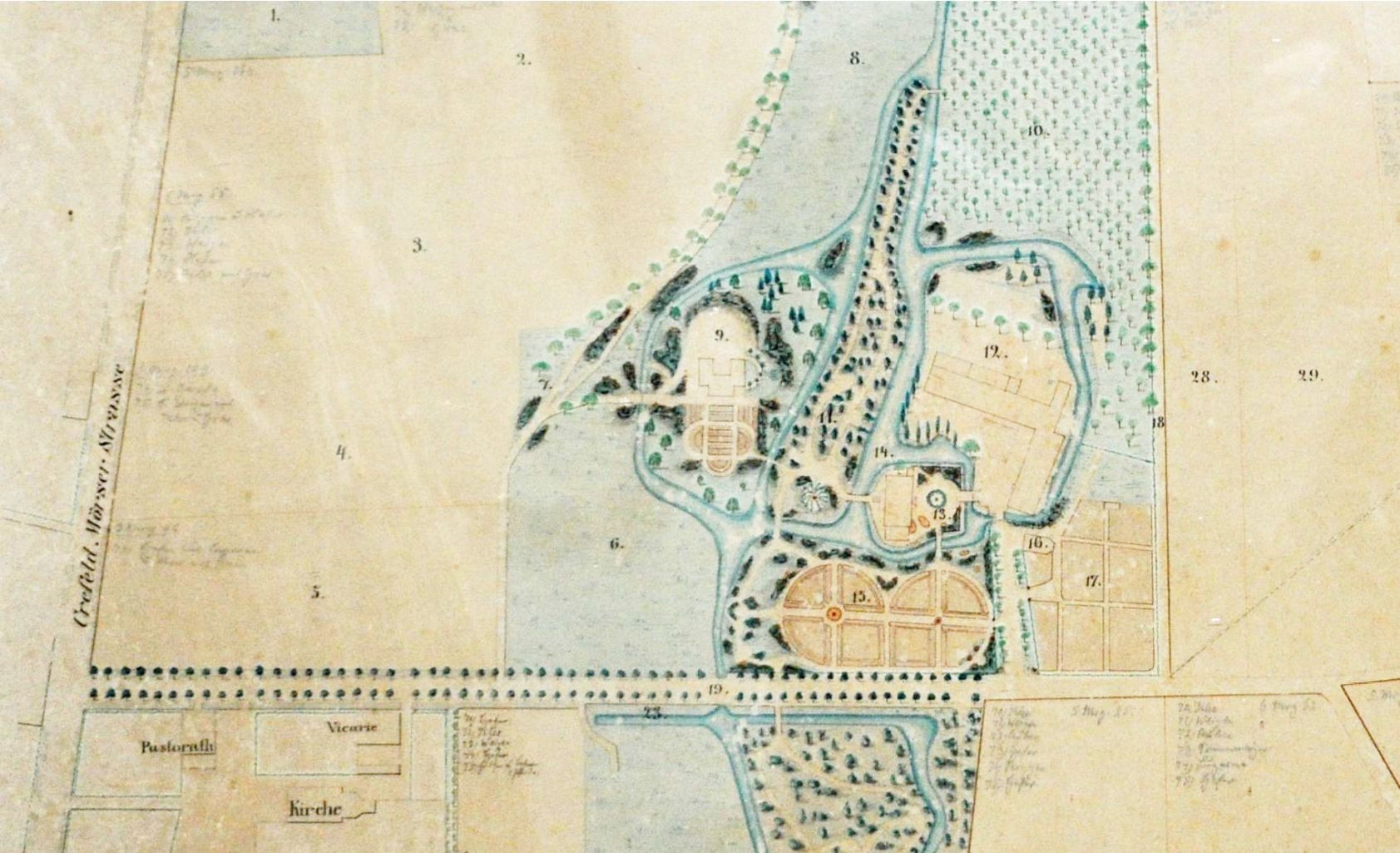
Karte mit Garten- und Parkanlagen, gezeichnet 1873 von Geometer Zirkel

Nach der Eiszeit hatten sich die Wasser der schmelzenden Gletscher ihren eigenen Weg gesucht und flossen durch die ausgewaschenen Täler. Dann tat der in Hochwasserzeiten pendelnde Rhein sein Übriges und schuf neue für den Niederrhein typische Vertiefungen („Kendel“). Auf Traarer Gebiet sind dies die Niepkuhlen, der Traarer Kendel (früher auch Traarbach bezeichnet) und das Löhken. Den Wasserlauf des heute ausgetrockneten Traarbaches nutzend, wurden um das Anwesen schützende Wassergräben mit einer Zugbrücke angelegt. Die Karte von 1760, ein Bild der Familie Henoumont von etwa 1835 und der Geometerplan von 1876 zeigen die Veränderungen des Besitzes im 18. und 19. Jahrhundert. 
Um 1717 wurden neben Nutzgärten auch erste Lust- und Ziergärten angelegt, an die ein erhaltenes, schon auf dem 1876 Plan dargestelltes gusseisernes Rondell erinnert. Im 19. Jahrhundert wurde die Anlage unter Einbeziehung der die beiden Bereiche des Anwesens umgebenden Wassergräben zu einem aufwändigen Landschaftspark ausgebaut. Dieser erstreckte sich südlich und nördlich der Gebäude als Waldpark, der von Gräben und Lichtungen durchzogen war. Mit Alleen und Baumgruppen bezog der Park Obst- und Gemüsegärten sowie die umgebende Ackerlandschaft ein. Heute sind die 1834 gepflanzte Lindenallee und einige Einzelbäume als eingetragene Naturdenkmäler geschützt. An den ehemaligen Blumengarten erinnern nur noch zwei Gartentorpfosten. Die Wassergräben sind als Bodendenkmal geschützt, sie sind jedoch durch die Grundwasserabsenkung in den letzten Jahrzehnten trocken gefallen.